# María Silva
María Jesús Marín Rodríguez, conocida artísticamente como María Silva (Palencia, 16 de agosto de 1941-Madrid, 17 de marzo de 2023) fue una actriz española.

## Biografía
Sus comienzos como modelo le abrieron las puertas del cine, medio en el que debuta en 1959, bajo el nombre artístico de Mara Silva. Interviene, siempre en pequeños papeles, en películas como Don José, Pepe y Pepito (1959) o Margarita se llama mi amor (1961). 
A lo largo de la década de los sesenta va ganando posiciones en el panorama cinematográfico, en cierta medida, beneficiada por su físico exuberante, rodando varios spaghetti western como La venganza del Zorro (1962) o su secuela Cabalgando hacia la muerte (El Zorro) (1962) y thrillers como El sátiro (1970).
Cobra mayor protagonismo a finales de la década de los sesenta cuando rueda varias zarzuelas para Televisión española, bajo dirección de Juan de Orduña.
Desde ese momento, y pese a que durante un tiempo siguió rodando para la pantalla grande, centró casi toda su actividad profesional en televisión, si bien con incursiones en los escenarios (Los peces rojos, 1973, de Jean Anouilh; Los japoneses no esperan, 1979, de Ricardo Talesnik); Un espíritu burlón, 1982, de Noël Coward; Casado de día, soltero de noche, 1983, de Julio Mathias).
Para la pequeña pantalla, cabe mencionar su participación en las series Juan y Manuela (1973), con guiones de Ana Diosdado, Curro Jiménez (La Media Luna, 1978) , Veraneantes (1985) o Taller mecánico (1991), de Mariano Ozores. 
Pero sobre todo fueron memorables algunas de sus interpretaciones para los espacios Estudio 1 y Novela; dentro de este espacio se recuerda su recreación de Anna Karenina (1975).
A principios de la década de los noventa se retiró de la interpretación para dedicarse a la representación de actores.

## Filmografía
- Una gran señora (1959)
- Los últimos días de Pompeya (1959)
- La fiel infantería (1960)
- Don José, Pepe y Pepito (1961)
- Margarita se llama mi amor (1961)
- Siempre es domingo (1961)
- Pecado de amor (1961)
- Gritos en la noche (1962)
- Cabalgando hacia la muerte (1962)
- La venganza del Zorro (1962)
- El sheriff terrible (1962)
- Usted tiene ojos de mujer fatal (1962)
- Cristo negro (1963)
- La tela de araña (1963)
- Promesa sagrada (1964)
- La muerte silba un blues (1964)
- El rapto de T.T. (1964)
- Los cuatreros (1965)
- Vereda de Salvação (1965)
- Dos cosmonautas a la fuerza (1965)
- La carga de la policía montada (1965)
- Los dos paracaidistas (1965)
- Las salvajes en Puente San Gil (1966)
- Los celos y el duende (1967)
- Dio non paga il sabato (1967)
- O.K. Yevtushenko (1967)
- Los subdesarrollados (1968)
- Fedra West (1968)
- La dinamita está servida (1968)
- Las golondrinas (1968)
- El huésped del sevillano (1970)
- Un par de asesinos (1970)
- Consigna: matar al comandante en jefe (1970)
- Presagio (1970)
- La noche del terror ciego (1972)
- Al diablo, con amor (1973)
- El retorno de Walpurgis (1973)
- Me has hecho perder el juicio (1973)
- Un par de zapatos del 32 (1974)
- Odio mi cuerpo (1974)
- La venganza de la momia (1975)
- La perversa caricia de Satán (1976)
- Nunca es tarde (1977)
- La venganza de Don Mendo (1979)
- Esperando a papá (1980)
- El lobo negro (1981)
- 127 millones libres de impuestos (1981)
- Duelo a muerte (1981)
- El lío de papá (1985)
- La monja alférez (1987)
- Caminos de tiza (1988)
- Hacienda somos casi todos (1988)